# When I Look at You
"When I Look at You" là ca khúc của nghệ sĩ thu âm và nữ diễn viên Miley Cyrus, trích từ EP The Time of Our Lives và trong phim Bản tình ca cuối cùng. Bài hát được phát hành làm đĩa đơn thứ 2 từ EP vào ngày 26 tháng 3 năm 2010.
'When I Look at You' nhận được đánh giá trái chiều từ nhà phê bình và không thể thành công được như "Party in the U.S.A.". Tuy nhiên bài hát đã xếp hạng cao nhất ở vị trí thứ 16 tại Billboard Hot 100 tại Mĩ. Miley cũng biểu diễn bài hát tại tua diễn "Wonder World Tour" của cô.

## Danh sách track
- US Promotional CD Single[3]

1. "When I Look at You" (Radio Edit Mix) – 3:47
2. "When I Look at You" (Album Version) – 4:10
3. (Call Out Hook) – 0:10

## Bảng xếp hạng
| Bảng xếp hạng (2010)                 | Vị trí cao nhất |
| ------------------------------------ | --------------- |
| Australian Singles Chart             | 19              |
| Austrian Singles Chart               | 57              |
| Belgian Tip Singles Chart (Wallonia) | 23              |
| Canadian Hot 100                     | 24              |
| Irish Singles Chart                  | 45              |
| New Zealand Singles Chart            | 27              |
| Swiss Singles Chart                  | 49              |
| UK Singles Chart                     | 79              |
| U.S. Billboard Hot 100               | 16              |
| U.S. Adult Contemporary              | 18              |
| U.S. Adult Pop Songs                 | 38              |